# Garberia
Garberia är ett släkte av korgblommiga växter. Garberia ingår i familjen korgblommiga växter.
Kladogram enligt Catalogue of Life:
| Garberia | \| \| Garberia heterophylla \| \| \| \| |
|          | \| \| Garberia heterophylla \| \| \| \| |
|          | Garberia heterophylla                   |
|          |                                         |

## Bildgalleri

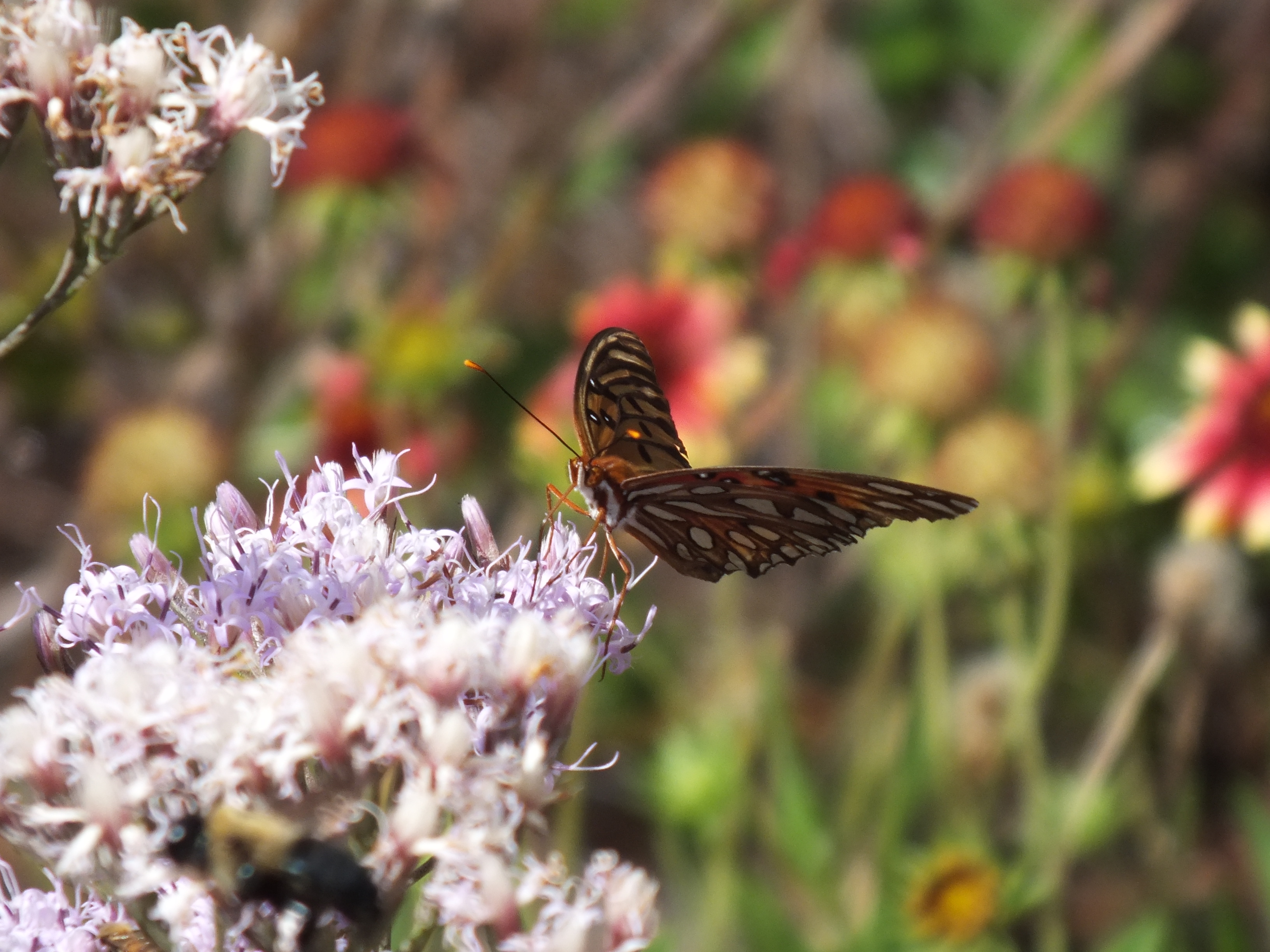
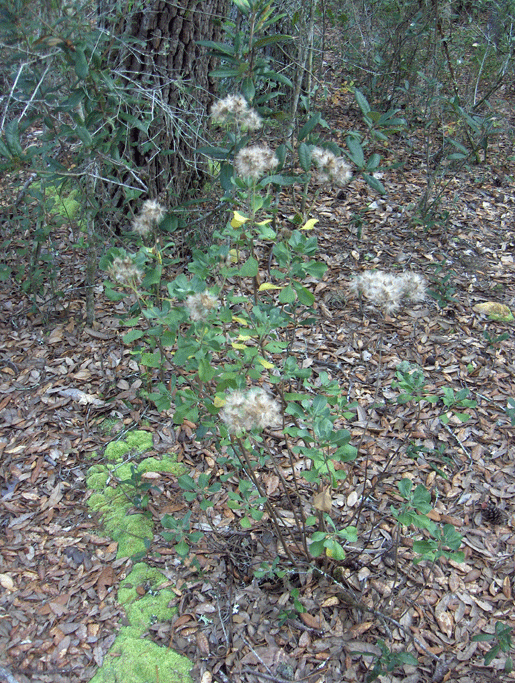
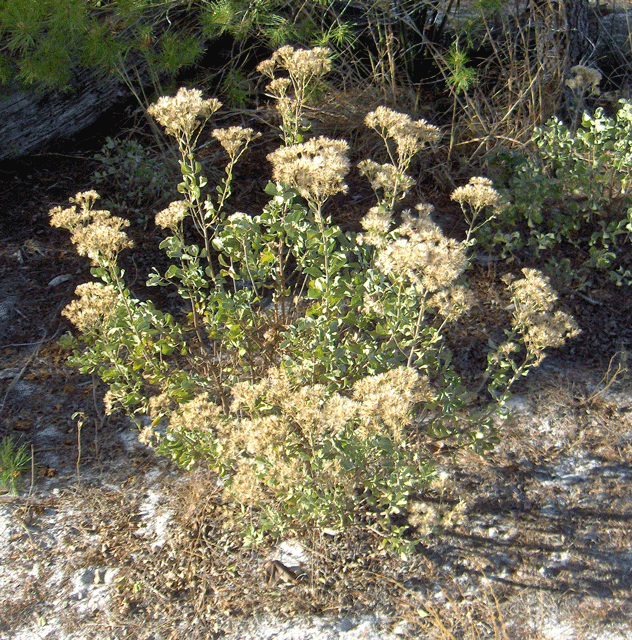